# Trogon comptus
Trogon comptus là một loài chim trong họ Trogonidae.